# Новий Двур-Парцеля
Новий Двур-Парцеля (пол. Nowy Dwór-Parcela) — село в Польщі, у гміні Новий Кавенчин Скерневицького повіту Лодзинського воєводства.
Населення — 444 особи (2011).

## Демографія
Демографічна структура станом на 31 березня 2011 року:
|          | Загалом | Допрацездатний вік | Працездатний вік | Постпрацездатний вік |
| -------- | ------- | ------------------ | ---------------- | -------------------- |
| Чоловіки | 218     | 49                 | 146              | 23                   |
| Жінки    | 226     | 41                 | 137              | 48                   |
| Разом    | 444     | 90                 | 283              | 71                   |